# 嵐の使者
嵐の使者（Stormbringer) は、イングランドのロック・バンドのディープ・パープルが1974年に発表したアルバム。第3期の2作目で最後のスタジオ・アルバムになった。

## 解説
前作『紫の炎』から加入したデイヴィッド・カヴァデールとグレン・ヒューズが持つ音楽性の比重がさらに増えて、ギタリストのリッチー・ブラックモアが理想とする音楽との乖離が強まったため、様々な問題を抱えながらの製作となった。ブラックモアはイギリスのバンドであるクォーターマスが取り上げた楽曲「ブラック・シープ・オブ・ザ・ファミリー」を録音することを提案したが、他のメンバーはオリジナル作品に執着して彼の提案に反対した。
レコーディングは1974年8月、ミュンヘンのミュージックランド・スタジオで行われた。プロデュースはディープ・パープルとマーティン・バーチ、ミックスダウンはバーチとドラマーのイアン・ペイスが行った。その後、ロサンゼルスのレコード・プラント・スタジオで最終的な仕上げが行われた。
1974年12月に世界同時発売され、日本では「嵐の女」がシングルカットされた。

## 評価
本国イギリスでは6位、アメリカでは20位まで上昇しゴールドディスクを獲得した。
ブラックモアは「最低のアルバムだ」と零し、一般の評価もあまり芳しいものではない。しかし従来のハードで直線的な曲よりも多彩な音楽性を加味した曲が増え、新しい試みも感じられる。前作『紫の炎』で見せた新たな方向性をさらに押し広げた作品に仕上がっている。

## 第3期の終焉
ディープ・パープルは本作の発表に先駆けて、数年前から彼等の前座を務めていた「エルフ」と共に11月中旬から約一か月間、アメリカ・ツアーを行なった。ブラックモアはエルフのボーカリストであるロニー・ジェイムス・ディオを起用して、「ブラック・シープ・オブ・ザ・ファミリー」をソロ・シングルとして発表することにした。彼はツアーに参加しながらディオと「16世紀のグリーンスリーブス」を共作し、ツアー終了直前にフロリダのスタジオでディオ、エルフのキーボーディスト、ベーシスト、ドラマーとシングル「ブラック・シープ・オブ・ザ・ファミリー／16世紀のグリーンスリーブス」を録音した。これが期待以上の出来だったため、彼はソロ・シングルを発表する代わりに、ディープ・パープルを脱退してディオ達と新しいバンドを結成することを決意した。
彼は1975年2月から3月まで、ミュージックランド・スタジオでディオ達と新しいバンドのデビュー・アルバムを制作した。終了後、ディープ・パープルのヨーロッパ・ツアーに参加して、4月7日のパリ公演を最後に脱退した。

## 収録曲
サイド 1
1. 嵐の使者 - "Stormbringer" (Ritchie Blackmore, David Coverdale) - 4:03
2. 愛は何よりも強く - "Love Don't Mean a Thing" (Blackmore, Coverdale, Glenn Hughes, Jon Lord, Ian Paice) - 4:23
3. 聖人 - "Holy Man" (Coverdale, Hughes, Lord) - 4:28
4. ホールド・オン - "Hold on" (Coverdale, Hughes, Lord, Paice) - 5:05

サイド 2
1. 嵐の女 - "Lady Double Dealer" (Blackmore, Coverdale) - 3:19
2. ユー・キャント・ドゥー・イット・ライト - "You Can't Do It Right (With The One You Love)" (Blackmore, Coverdale, Hughes) - 3:24
3. ハイ・ボール・シューター - "High Ball Shooter" (Blackmore, Coverdale, Hughes, Lord, Paice) - 4:26
4. ジブシー - "The Gypsy" (Blackmore, Coverdale, Hughes, Lord, Paice) - 4:04
5. 幸運な兵士 - "Soldier of Fortune" (Blackmore, Coverdale) - 3:14

35thアニバーサリー・エディション（ディスク1）
1. 聖人（グレン・ヒューズ・リミックス） - "Holy Man" (Remix) - 4:32
2. ユー・キャント・ドゥー・イット・ライト（グレン・ヒューズ・リミックス） - "You Can't Do It Right" (Remix) - 3:27
3. 愛は何よりも強く（グレン・ヒューズ・リミックス） - "Love Don't Mean a Thing" (Remix) - 5:07
4. ホールド・オン（グレン・ヒューズ・リミックス） - "Hold On" (Remix) - 5:11
5. ハイ・ボール・シューター（インストゥルメンタル） - "High Ball Shooter" (Instrumental) - 4:30

35thアニバーサリー・エディション（ディスク2）
1. 嵐の使者（4チャンネル・ミックス）- "Stormbringer" (Quadrophonic Mix;Stereo 48/24)
2. 愛は何よりも強く（4チャンネル・ミックス）- "Love Don't Mean A Thing" (Quadrophonic Mix;Stereo 48/24)
3. 聖人（4チャンネル・ミックス）- "Holy Man" (Quadrophonic Mix;Stereo 48/24)
4. ホールド・オン（4チャンネル・ミックス） - "Hold On" (Quadrophonic Mix;Stereo 48/24)
5. 嵐の女（4チャンネル・ミックス） - "Lady Double Dealer" (Quadrophonic Mix;Stereo 48/24)
6. ユー・キャント・ドゥ・イット・ライト（4チャンネル・ミックス） - "You Can't Do It Right" (Quadrophonic Mix;Stereo 48/24)
7. ハイ・ボール・シューター（4チャンネル・ミックス） - "High Ball Shooter" (Quadrophonic Mix;Stereo 48/24)
8. ジプシー（4チャンネル・ミックス） - "The Gypsy" (Quadrophonic Mix; Stereo 48/24)
9. 幸運な兵士（4チャンネル・ミックス） - "Soldier Of Fortune" (Quadrophonic Mix;Stereo 48/24)

## メンバー
- リッチー・ブラックモア - ギター
- デイヴィッド・カヴァデール - ボーカル
- グレン・ヒューズ - ベース、ボーカル
- ジョン・ロード - キーボード
- イアン・ペイス - ドラムス